# Campeonato del Mundo de patinaje de velocidad en línea 2004
El Campeonato Mundial de patinaje de velocidad en línea de 2004 tuvo lugar del 4 de septiembre al 11 de septiembre de 2004 en las localidades italianas de L'Aquila, Sulmona y Pescara. Fue el la tercera ocasión que la que Italia organizó el campeonato mundial tras las ediciones de Roma 1992 y Mirano-Padua 1996.

## Mujeres
| Distancia                   | Oro                                                          | Plata                                                         | Bronce                                                     |
| Pista                       | Pista                                                        | Pista                                                         | Pista                                                      |
| --------------------------- | ------------------------------------------------------------ | ------------------------------------------------------------- | ---------------------------------------------------------- |
| 300 m Contrarreloj          | Andrea González                                              | Valentina Belloni                                             | Maria Laura Orru                                           |
| 500 m Sprint                | Andrea González                                              | Jennifer Caicedo                                              | Cecilia Baena                                              |
| 1.000 m Sprint              | Cecilia Baena                                                | Brigitte Méndez                                               | Julie Glass                                                |
| 10.000 m Puntos/Eliminación | Alexandra Vivas                                              | Hey-Mi Kim                                                    | Liana Holguín                                              |
| 15.000 m Eliminación        | Brigitte Méndez                                              | Jessica Smith                                                 | Julie Glass                                                |
| 5.000 m Relevos             | Colombia · Cecilia Baena · Brigitte Méndez · Alexandra Vivas | Estados Unidos Julie Glass Jessica Smith Kimberlee Butler     | Argentina Silvina Posada Estefanía Fascinato Melisa Bonnet |
| Ruta                        |                                                              |                                                               |                                                            |
| 200 m Contrarreloj          | Valentina Belloni                                            | Jennifer Caicedo                                              | Andrea González                                            |
| 500 m Sprint                | Cecilia Baena                                                | Valentina Belloni                                             | Andrea González                                            |
| 5.000 m Puntos              | Alexandra Vivas                                              | Melisa Bonnet                                                 | Simona Di Eugenio                                          |
| 20.000 m Eliminación        | Brigitte Méndez                                              | Julie Glass                                                   | Liana Holguín                                              |
| 10.000 m Relevos            | Estados Unidos Julie Glass Jessica Smith Kimberlee Butler    | Italia · Simona Di Eugenio · Laura Lardani · Maria Laura Orru | Francia Estelle Flourens Latitia Le Bihan Angèle Vaudan    |
| Larga distancia             |                                                              |                                                               |                                                            |
| 42.195 m Marathon           | Silvia Niño                                                  | Liana Holguín                                                 | Cecilia Baena                                              |

## Hombres
| Distancia                   | Oro                                                      | Plata                                                            | Bronce                                                           |
| Pista                       | Pista                                                    | Pista                                                            | Pista                                                            |
| --------------------------- | -------------------------------------------------------- | ---------------------------------------------------------------- | ---------------------------------------------------------------- |
| 300 m Contrarreloj          | Luca Presti                                              | Kalon Dobbin                                                     | Joey Mantia                                                      |
| 500 m Sprint                | Luca Saggiorato                                          | Pascal Briand                                                    | Kalon Dobbin                                                     |
| 1.000 m Sprint              | Thomas Boucher                                           | Pascal Briand                                                    | Joey Mantia                                                      |
| 10.000 m Puntos/Eliminación | Diego Rosero                                             | Joey Mantia                                                      | Geun-Seong Son                                                   |
| 15.000 m Eliminación        | Francesco Zangarini                                      | Jordan Malone                                                    | Diego Rosero                                                     |
| 5.000 m Relevos             | Estados Unidos Jordan Malone Joey Mantia Chris Creveling | Francia Pascal Briand Alexis Contin Baptiste Grandgirard         | Italia · Luca Presti · Massimiliano Presti · Francesco Zangarini |
| Ruta                        |                                                          |                                                                  |                                                                  |
| 200 m Contrarreloj          | Gregorio Duggento                                        | Luca Saggiorato                                                  | Kalon Dobbin                                                     |
| 500 m Sprint                | Luca Presti                                              | Pascal Briand                                                    | Luca Saggiorato                                                  |
| 5.000 m Puntos              | Shane Dobbin                                             | Joey Mantia                                                      | Diego Rosero                                                     |
| 20.000 m Eliminación        | Francesco Zangarini                                      | Joey Mantia                                                      | Baptiste Grandgirard                                             |
| 10.000 m Relevos            | Estados Unidos Jordan Malone Joey Mantia Chris Creveling | Italia · Luca Presti · Massimiliano Presti · Francesco Zangarini | Chile · Jaime Valenzuela · Felipe Mora · Claudio Gutiérrez       |
| Larga distancia             |                                                          |                                                                  |                                                                  |
| 42.195 m Marathon           | Alexis Contin                                            | Luca Saggiorato                                                  | Massimiliano Presti                                              |

## Medallero
| Pos. | País           | Oro | Plata | Bronce | Total |
| ---- | -------------- | --- | ----- | ------ | ----- |
| 1.   | Colombia       | 9   | 4     | 6      | 16    |
| 2.   | Italia         | 7   | 6     | 5      | 18    |
| 3.   | Estados Unidos | 3   | 7     | 4      | 14    |
| 4.   | Francia        | 2   | 4     | 2      | 8     |
| 5.   | Argentina      | 2   | 1     | 3      | 6     |
| 6.   | Nueva Zelanda  | 1   | 1     | 2      | 4     |
| 7.   | Corea del Sur  | 0   | 1     | 1      | 2     |
| 8.   | Chile          | 0   | 0     | 1      | 1     |

- Datos: Q18625965